# Cité Beaurepaire
La cité Beaurepaire est une voie du 2e arrondissement de Paris, en France.

## Situation et accès
La cité Beaurepaire est une voie privée située dans le 2e arrondissement de Paris. Elle débute au 48, rue Greneta et se termine en impasse.

## Origine du nom
Cette voie doit son nom à l'ancienne rue Beaurepaire dans laquelle elle débouchait.

## Historique
Cette cour a été ouverte sur l'emplacement d'un ancien jeu de paume qui fut remplacé par une maison de roulage, incendiée vers 1814.

## Pour approfondir